# (10650) Houtman
(10650) Houtman (4110 P-L) – planetoida z pasa głównego asteroid okrążająca Słońce w ciągu 3,33 lat w średniej odległości 2,23 j.a. Odkryta 24 września 1960 roku.